# Keménykalap és krumpliorr (film)
A Keménykalap és krumpliorr 1978-ban bemutatott magyar ifjúsági film, amely az azonos című 1974-ben futott magyar televíziós ifjúsági filmsorozat egyrészes hosszú változata. A játékfilm rendezője Bácskai Lauró István. A forgatókönyvet Csukás István írta, a zenéjét Aldobolyi Nagy György szerezte. A forgatókönyv az azonos című ifjúsági regénye alapján íródott. A mozifilm a Hunnia Filmstúdió gyártásában készült, a MOKÉP forgalmazásában jelent meg. Műfaja kalandfilm-vígjáték. 
Magyarországon 1978. augusztus 31.-én mutatták be a hazai mozikban.

## Alkotók
- Írta: Csukás István
- Forgatókönyv konzultáns: Kardos G. György
- Dramaturg: Békés József
- Rendező: Bácskai Lauró István
- Zeneszerző: Aldobolyi Nagy György
- Operatőr: Ráday Mihály
- Vágó: G. Szabó Lőrinc, Karátsony Gabriella
- Munkatársak: Dimény Tibor, Simon Péter, Szigethy Kálmán, Szoboszlay Péter, Tóth Sándor, Tóth Zsuzsa, Zentay János
- Díszlet: Zeichán Béla
- Jelmez: Fekete Mária
- Hangmérnök: Bérczy Endre, Pintér György, Vámosi András
- Effektek: Szigeti Ferenc
- A rendező munkatársa: Luttor Mara
- Szinkronrendező: dr. Márkus Éva
- Készítette: Magyar Televízió, Magyar Filmgyártó Vállalat, Pannónia Filmstúdió, Probst Film (Bern), Magyar Filmlaboratórium Vállalat

## Szereplők
- Kisrece: Kovács Krisztián
- Süle: Berkes Gábor
- Bagaméri: Alfonzó
- Lópici Gáspár: Szilágyi István
- Marci: Gruber István
- Karcsi: Hamar Pál
- Jóska: Szűcs Gábor
- Péterke: Kiss Gabi
- Parkőr: Bánhidi László
- Leopoldi: Páger Antal
- Állatkerti igazgató: Haumann Péter
- Majomtolvaj: Timár Béla
- Rátz Dezső: Gyenge Árpád
- Öregember: Rajz János
- Gyerekorvos: Ráday Imre
- Hudák bácsi: Suka Sándor
- Zöldséges: Ferencz László
- Kórházi ápolónő a fertőző osztályon: Pádua Ildikó

További szereplők: Kránitz Lajos, Varga Zsolt és sokan mások.

## Érdekességek
- Mivel a moziváltozathoz új zenét írtak, így újra kellett a filmet is szinkronizálni. Azonban a forgatás óta eltelt 5 év, így a gyerekeknek már más hangot kellett keresni a szinkronnál.

## Televíziós megjelenések
Duna TV, Körös TV, Szív TV, TV2, Szekszárdi VTV, Pécsi VTV, Duna World, Moziverzum, Győr+ TV, Mozi+, Magyar Mozi TV, Moziklub